# Machaerium chambersii
Machaerium chambersii é uma espécie vegetal da família Fabaceae.
Apenas pode ser encontrada no Panamá.